# Sohrab Ahmari
Sohrab Ahmari (en persa: سهراب احمری‎, romanizado: Sohrāb Aḥmarī; Teherán, 1 de febrero de 1985) es un columnista, editor y autor de libros de no ficción iraní-estadounidense. Es editor fundador de la revista en Internet Compact. Es editor colaborador de The Catholic Herald y columnista de First Things. Anteriormente, se desempeñó como editor de opinión del New York Post, columnista y editor de las páginas de opinión de The Wall Street Journal en Nueva York y Londres, y como redactor senior en Commentary.
Es autor de The New Philistines (2016), una crítica de cómo las políticas de identidad están corrompiendo las artes; From Fire, by Water (2019), una memoria espiritual sobre su conversión al catolicismo; y The Unbroken Thread: Discovering the Wisdom of Tradition in an Age of Chaos (2021).

## Biografía

### Primeros años
Nació en Teherán, Irán. En su libro de 2012, Arab Spring Dreams, escribe que fue interrogado por agentes de seguridad sobre sus padres y enfrentó medidas disciplinarias cuando era niño por llevar accidentalmente un videocasete de Star Wars a la escuela en un momento en que las películas occidentales estaban oficialmente prohibidas en el país. En 1998, a la edad de 13 años, se mudó con su familia a Estados Unidos.
Obtuvo un doctorado en derecho por la Facultad de Derecho de la Universidad Northeastern en Boston. Entre la universidad y la facultad de derecho, completó un compromiso de dos años con Teach for America en la región del Valle del Río Grande en el sur de Texas.
Mientras estudiaba derecho, inspirado en parte por las protestas que siguieron a las controvertidas elecciones presidenciales iraníes de junio de 2009, comenzó a trabajar como periodista independiente, contribuyendo con artículos para publicaciones como The Boston Globe, The Wall Street Journal, The New Republic, The Chronicle of Educación Superior, y Commentary entre otros.

### Carrera
Después de trabajar como becario de Robert Bartley en The Wall Street Journal en 2012, se unió a la publicación como editor asistente de libros. Luego se desempeñó como redactor de páginas editoriales con sede en Londres, escribiendo editoriales y comisiones y editando artículos de opinión para la edición europea de The Journal.
En estos puestos, escribió reseñas de libros, artículos de opinión, y realizó entrevistas con destacados políticos, activistas e intelectuales para el artículo "Entrevista de fin de semana" de The Journal.

### Vida personal
Fue criada como musulmán chií imamí, pero luego abrazó  el ateísmo y finalmente se convirtió al catolicismo en 2016. A finales de septiembre de 2016, escribió un artículo de tres páginas sobre su conversión en The Catholic Herald, que fue la portada de la edición del 30 de septiembre de 2016.
Está casado con la arquitecta Ting Li, con quien tiene un hijo y una hija.

## Libros
Mientras estaba en la facultad de derecho, coeditó con Nasser Weddady el libro de 2012 Arab Spring Dreams: The Next Generation Speaks Out for Freedom and Justice from North Africa to Iran, una antología de los principales ensayos presentados por jóvenes disidentes de Medio Oriente al Dream Deferred Essay Contest. The Times Literary Supplement escribe que Weddady y Ahmari "editaron perspicazmente esta colección de trabajos ganadores" del concurso Dream Deferred y que "algunos de estos jóvenes escritores [que aparecen en la antología] poseen más claridad que todos los expertos juntos". El libro recibió el respaldo del ganador polaco del Premio Nobel de la Paz, Lech Wałęsa y del ícono feminista Gloria Steinem, quien escribió el prólogo de la antología.
Su libro, The New Philistines, sobre su creencia de que las políticas de identidad están corrompiendo las artes, fue publicado el 20 de octubre de 2016 por Biteback Publishing. En enero de 2019, Ignatius Press publicó sus memorias espirituales, From Fire, by Water, sobre su conversión al catolicismo.
The Unbroken Thread: Discovering the Wisdom of Tradition in an Age of Chaos se publicó en 2021.

## Puntos de vista políticos
Se había identificado anteriormente con el neoconservadurismo y había criticado a políticos como Donald Trump, Vladímir Putin y Marine Le Pen, a quienes consideraba representantes de una tendencia global hacia el iliberalismo y una política populista cada vez más polarizada. Sin embargo, se convirtió en un crítico más abierto del progresismo después de unirse a la revista conservadora Commentary y desde entonces ha apoyado tanto a Trump como a Viktor Orbán. Es provida. Después de la decepcionante participación del Partido Republicano en las elecciones intermedias de 2022, publicó un artículo de opinión en The New York Times en el que culpaba de esta participación a la falta de un mensaje de campaña coherente y sugería que la derecha estadounidense debería hacer más para abordar las dificultades económicas que enfrenta la clase trabajadora.

### Disputa con David French
Una disputa de alto perfil entre el y el escritor de National Review, David French, estalló durante el verano de 2019 como resultado de la publicación de la polémica de Ahmari "Contra el francésismo de David", lo que provocó numerosos ensayos y comentarios en publicaciones políticamente conservadoras como National Review y The American Conservative, así como en medios moderados y progresistas como The New York Times, The New Yorker y The Atlantic.
La disputa comenzó el 26 de mayo de 2019, cuando el expresó en Twitter su frustración con un anuncio en Facebook de una hora de lectura drag queen para niños en una biblioteca de Sacramento, California, que describió como "fetichismo transvestico". En el tuit, argumentó que no existe una "tercera vía cortés, estilo David French, para evitar la guerra civil cultural". Esto provocó una respuesta de French en un ensayo del 28 de mayo en National Review titulado "La decencia no es una barrera para la justicia o el bien común". La disputa se intensificó significativamente después de que Ahmari publicara el ensayo «Contra el French-ismo de David» en la revista religiosa conservadora First Things el 29 de mayo de 2019. En el ensayo, argumentó que French no era suficientemente conservador socialmente y que su creencia en la autonomía individual estaba contribuyendo a la degradación general de la sociedad estadounidense. El ataque directo a French  y la creación improvisada de la filosofía política del "French-ismo de David" hicieron que el ensayo ganara notoriedad significativa, lo que provocó una respuesta de French y la publicación de numerosos comentarios. El 5 de septiembre de 2019, French y Ahmari participaron en un debate político en persona moderado por el columnista del New York Times Ross Douthat en la Universidad Católica de América en Washington D. C., nuevamente provocando una avalancha de comentarios.
La disputa se centró en sus diferentes opiniones sobre cómo los conservadores deberían abordar el debate cultural y político, con Ahmari burlándose de lo que él llama "French-ismo de David", una persuasión política que define como la creencia "de que las instituciones de una sociedad de mercado tecnocrática son zonas neutrales que debería, en teoría, dar cabida tanto al cristianismo tradicional como a las costumbres libertinas y la ideología paganizada del otro lado". Sostiene que esta creencia conduce a un movimiento conservador ineficaz y sostiene que la mejor manera de que los valores culturalmente conservadores prevalezcan en la sociedad es una estrategia de "desacreditar... a los oponentes y debilitar o destruir sus instituciones", lo que, según él, es una táctica. ya utilizado por los progresistas, dejando impotentes a los conservadores que se adhieren al estilo político de David French en lo que él considera una guerra cultural furiosa en Estados Unidos. French, por el contrario, defiende un enfoque conservadurimso libertario en el que se enfatiza la decencia, el civismo y el respeto por los derechos individuales, y sostiene que las creencias de Ahmari "abandonan" la filosofía del liberalismo clásico que abrazaron los Padres Fundadores de los Estados Unidos.

## Publicaciones
- (2023) Tyranny, Inc.: How Private Power Crushed American Liberty--and What to Do About It. Forum Books.
- (2021) The Unbroken Thread: Discovering the Wisdom of Tradition in an Age of Chaos. Convergent Books.
- (2019) From Fire, by Water: My Journey to the Catholic Faith. Ignatius Press. ISBN 9781621642022.
- (2016) The New Philistines. Biteback Publishing. ISBN 9781785901270.
- (2012) Arab Spring Dreams: The Next Generation Speaks Out for Freedom and Justice from North Africa to Iran (coeditado con Nasser Weddady). Palgrave Macmillan. ISBN 9780230115927.